# Hector Halsband
Hector Halsband (Aarschot, 20 februari 1878 - Antwerpen, 25 juni 1955) was activist en lid van de Raad van Vlaanderen.

## Levensloop
Halsband was ambtenaar-vertaler bij het Ministerie van Spoorwegen, Postwezen en Telegrafen maar werd nog voor de Eerste Wereldoorlog afgedankt. Men had sterke vermoedens dat hij had meegewerkt aan een campagne gericht tegen het als te weinig Vlaamsgezind beschouwde beleid van minister Joris Helleputte. 
Tijdens de oorlog werd hij lid van de Brusselse vereniging Vrienden der Vlaamsche Zaak en vanaf 1916 sloot hij aan bij Jong-Vlaanderen. Dit bracht mee dat hij lid werd in februari 1917 van de Raad van Vlaanderen en er zetelde in de Commissie Nijverheid en Openbare Werken. Hij evolueerde en stelde zich stilaan op tegen de radicale separatisten van Jong-Vlaanderen om aan te sluiten bij de unionisten, die de voorkeur gaven aan een federaal België. In maart 1917 werd hij afdelingsoverste in het ministerie van wetenschap en kunst.
In november 1918 vluchtte hij naar Nederland, terwijl hij in België bij verstek veroordeeld werd tot twaalf jaar hechtenis. Dankzij de 'uitdovingswet' van 1929 kwam hij naar België terug. Hij werd lid van het VNV en werd redactiesecretaris van de Vlaams-nationalistische kranten De Schelde en De Dag. Hiervoor werd hij na de Tweede Wereldoorlog tot zes jaar gevangenis veroordeeld.